# Ese Brume
Ese Brume   (Ughelli, Nigèria, 17 de gener de 1996) és una atleta nigeriana especialitzada en la prova de salt de llargada. Ha participat en 2 Olímpiades, guanyant la medalla de bronze en els Jocs Olímpics de Tòquio 2020. A més ha guanyat 2 medalles en els Campionats del Món, sent la primera atleta africana de la història en aconseguir 2 medalles en el salt de llargada de l'esdeveniment. També ha guanyat 3 medalles d'or en els Campionats d'Àfrica.
El 29 de maig de 2021, després de 25 anys, aconseguia batre el rècord africà de salt de llargada de Chioma Ajunwa, amb una marca de 7.17m que actualment encara es manté vigent.

## Marques personals
| Disciplina       | Marca    | Vent    | Seu        | Data               |
| ---------------- | -------- | ------- | ---------- | ------------------ |
| Salt de llargada | 7.17m AR | +1,1m/s | Califòrnia | 29 de maig de 2021 |
| 100m llisos      | 11.41s   | +0,5m/s | Bursa      | 3 d'agost de 2019  |
| 4x100m relleus   | 43.25s   | -       | Tòquio     | 5 d'agost de 2021  |

## Trajectòria professional
| Jocs Olímpics      | Jocs Olímpics  | Jocs Olímpics | Jocs Olímpics    |
| Any                | Seu            | Posició       | Prova            |
| ------------------ | -------------- | ------------- | ---------------- |
| 2016               | Rio de Janeiro | 5a posició    | Salt de llargada |
| 2020               | Tòquio         | 3             | Salt de llargada |
| Campionat del Món  |                |               |                  |
| 2017               | Londres        | 10a posició   | Salt de llargada |
| 2019               | Doha           | 3             | Salt de llargada |
| 2022               | Eugene         | 2             | Salt de llargada |
| 2023               | Budapest       | 4a posició    | Salt de llargada |
| Campionat d'Àfrica |                |               |                  |
| 2014               | Marràqueix     | 1             | Salt de llargada |
| 2015               | Brazzaville    | 4a posició    | Salt de llargada |
| 2016               | Sud-àfrica     | 1             | Salt de llargada |
| 2018               | Asaba          | 1             | Salt de llargada |